# جيمي فورسيث
جيمي فورسيث (بالإنجليزية: Jimmy Forsyth)‏ (18 أكتوبر 1904 في المملكة المتحدة - 1982) هو مدرب كرة قدم ولاعب كرة قدم بريطاني (وحمل سابقاً جنسية المملكة المتحدة لبريطانيا العظمى وأيرلندا) في مركزي نصف الجناح ومهاجم داخلي. لعب مع نادي بورتسموث ونادي غيلينغهام ونادي ميلوول وArmadale F.C. ‏ وBathgate F.C. ‏.